# Федосово (Новосибирская область)
Федосово — деревня в Коченёвском районе Новосибирской области России. Входит в состав Шагаловского сельсовета. 

## География
Площадь деревни — 79 гектаров.

## Население
| 2002 | 2007 | 2010 |
| ---- | ---- | ---- |
| 221  | ↘218 | ↘167 |

## Инфраструктура
В деревне по данным на 2007 год функционируют 1 учреждение здравоохранения, 1 продовольственный магазин, 1 частный магазин-почта.